# Laura Hillenbrand
Laura Hillenbrand (15 de mayo de 1967, Fairfax, Virginia) es una escritora estadounidense. 

## Biografía
Hillenbrand nació en Fairfax, Virginia. Es la menor de los dos hijos de Elizabeth Marie Dwyer, de profesión psicóloga infantil, y Bernard Francis Hillenbrand.
Laura pasaba mucho tiempo en su niñez montando a caballo en la granja de su padre en Sharpsburg, Maryland. Su libro favorito ern su infancia era Come On Seabiscuit.
Estudió en Kenyon College, en Gambier, Ohio, pero se vio obligada a abandonar los estudios antes de la graduación cuando contrajo el síndrome de fatiga crónica, contra el que ha luchado desde entonces.
Hasta finales de 2015, vivía en Washington D. C. y rara vez salía de su casa debido a su enfermedad. En 2006, Hillenbrand contrajo matrimonio con Borden Flanagan, su novio de la universidad y que trabaja como profesor en la Universidad Americana. En 2014, se separaron después de 28 años como pareja.
En el otoño de 2015, Hillenbrand realizó un viaje por carretera a Oregón, era la primera vez que salía fuera de Washington D. C. desde 1990 sin sufrir un vértigo totalmente debilitante. Hillenbrand tiene un nuevo amor en su vida, con quien viajó, haciendo muchas paradas en el camino, sabía que hacer ese viaje para "ver América" era arriesgado, pero su preparación le proporcionó un viaje exitoso y mucha alegría.

## Carrera
Laura, gran aficionada a los caballos, había oído hablar del caballo Seabiscuit, un famoso caballo de carreras de la época de la gran depresión que obtuvo múltiples triunfos en Estados Unidos, durante los años treinta, pero no conocía nada sobre las personas que lo rodearon. En 1996, después de hallar información sobre el dueño y el entrenador del caballo, decidió escribir un artículo que publicó la revista American Heritage. Ante la buena acogida del reportaje, decidió ampliarlo y escribir el que fue su primer libro. Seabiscuit, Más allá de la leyenda, publicado en 2001, y que narra la historia real de Seabiscuit. Con este libro obtuvo el premio William Hill Sports Book of the Year en 2001. La historia fue adaptado al cine en 2003, en la película Seabiscuit. Su publicación se convirtió en un fenómeno editorial. Aunque sus expectativas eran modestas, cinco días después de su lanzamiento entró en el número 8 de la lista de best-sellers y dos semanas después, ocupaba el primer lugar. La respuesta de la crítica fue igualmente favorable ya que más de veinte publicaciones lo incluyeron en la lista de libros del año, entre ellas The New York Times, The Washington Post, Time, People y USA Today.
El segundo libro de Hillenbrand, Invencible: Una historia de supervivencia, valor y resistencia durante la Segunda Guerra Mundial, publicado en 2010, es la biografía de Louis Zamperini, un soldado norteamericano que durante la Segunda Guerra Mundial permaneció 47 días a la deriva después de que su avión se estrelló en el Pacífico y que posteriormente fue internado y torturado en un campo japonés. Este libro fue llevado al cine en la película Unbroken (película), estrenada en 2014.

## Obras

### No ficción
- Seabiscuit, Más allá de la Leyenda (Seabiscuit: An American Legend) (2001)
- Invencible: Una historia de supervivencia, valor y resistencia durante la Segunda Guerra Mundial (Unbroken: A World War II Story of Survival, Resilience, and Redemption) (2010)

## Adaptaciones
- Película Seabiscuit (2003), dirigida por Gary Ross, adapta Seabiscuit, Más allá de la Leyenda. Obtuvo la nominación de los premios Oscar de 2003 a la mejor película.
- Película Unbroken (película) (2014), dirigida por Angelina Jolie, adapta Invencible: Una historia de supervivencia, valor y resistencia durante la Segunda Guerra Mundial.